# Феджецелу (комуна)
Феджецелу (рум. Făgețelu) — комуна у повіті Олт в Румунії. До складу комуни входять такі села (дані про населення за 2002 рік):
- Ісач (271 особа)
- Биджешть (190 осіб)
- Грую (42 особи)
- Кілія (286 осіб)
- П'єлкань (92 особи)
- Феджецелу (574 особи)

Комуна розташована на відстані 129 км на захід від Бухареста, 41 км на північ від Слатіни, 76 км на північний схід від Крайови, 128 км на південний захід від Брашова.

## Населення
За даними перепису населення 2002 року у комуні проживали 1455 осіб, усі — румуни. Усі жителі комуни рідною мовою назвали румунську.
Склад населення комуни за віросповіданням:
| Релігія       | Кількість осіб | Відсоток |
| ------------- | -------------- | -------- |
| православні   | 1422           | 97,7%    |
| адвентисти    | 27             | 1,9%     |
| п'ятдесятники | 4              | 0,3%     |
| римо-католики | 1              | 0,1%     |
| баптисти      | 1              | 0,1%     |